# Lustadt
Lustadt est une municipalité de la Verbandsgemeinde Lingenfeld, dans l'arrondissement de Germersheim, en Rhénanie-Palatinat, dans l'ouest de l'Allemagne.

## Géographie
Lustadt est au sud est de la Rhénanie-Palatinat entre le Rhin et la Forêt palatine dans la région du Palatinat-Sud-Est. La commune est à 36 km de Ludwigshafen et 50 km de Karlsruhe

## Références

Localisation de Lustadt dans la Verbandsgemeide et dans l'arrondissement